# Distretto di Caidian
Il distretto di Caidian (蔡甸区S, Càidiàn QūP) è un distretto della Cina, situato nella provincia di Hubei e amministrato dalla città sub-provinciale di Wuhan.